# Rovaniemen Palloseura
RoPS eller Rovaniemen Palloseura är en fotbollsklubb i Rovaniemi i Finland, som säsongen 2020 spelar i Tipsligan. Klubben, som på senare år profilerat sig som en importör av zambiska fotbollsspelare, bildades år 1950.

## Meriter
- Finska cupen (2):[1]
1986, 2013

## Placering tidigare säsonger
| Säsong | Nivå | Liga          | Placering | Referens | Notering                |
| ------ | ---- | ------------- | --------- | -------- | ----------------------- |
| 2010   | 2    | Ykkönen       | 1         | [ 2 ]    |                         |
| 2011   | 1    | Veikkausliiga | 12        | [ 3 ]    |                         |
| 2012   | 2    | Ykkönen       | 1         | [ 4 ]    |                         |
| 2013   | 1    | Veikkausliiga | 11        | [ 5 ]    |                         |
| 2014   | 1    | Veikkausliiga | 9         | [ 6 ]    |                         |
| 2015   | 1    | Veikkausliiga | 2         | [ 7 ]    |                         |
| 2016   | 1    | Veikkausliiga | 6         | [ 8 ]    |                         |
| 2017   | 1    | Veikkausliiga | 7         | [ 9 ]    |                         |
| 2018   | 1    | Veikkausliiga | 2         | [ 10 ]   |                         |
| 2019   | 1    | Veikkausliiga | 10        | [ 11 ]   |                         |
| 2020   | 1    | Veikkausliiga | 12        | [ 12 ]   | Nedflyttad till Ykkönen |
| 2021   | 2    | Ykkönen       | 2         | [ 13 ]   |                         |